# Lucian Dan Teodorovici
Lucian Dan Teodorovici (n. 17 iunie 1975, Rădăuți, județul Suceava) este un scriitor, regizor și scenarist român contemporan. Este director al Muzeului Național al Literaturii Române din Iași din 2017, manager al Festivalului Internațional de Literatură și Traducere Iași (FILIT) și coordonator al colecției „Ego. Proză” de la Editura Polirom.

## Volume publicate
- Cu puțin timp înaintea coborârii extratereștrilor printre noi (roman), Editura OuTopos, Iași, 1999 (ediția a doua, revăzută și adăugită, Editura Polirom, Iași, 2005)[1]
- Lumea văzută printr-o gaură de mărimea unei țigări marijuana (povestiri), Editura Fundației „Constantin Brâncuși”, Târgu-Jiu, 2000
- Circul nostru vă prezintă: [2] [3] [4] (roman), Editura Polirom, Iași, 2002 (ediția a doua, revăzută,  Editura Polirom, Iași, 2007)
- 96-00. Povestiri (proză scurtă) E-book, Editura LiterNet București, 2002
- Audiență 0 (teatru) E-book, Editura LiterNet, București, 2003
- Atunci i-am ars două palme (proză scurtă), Editura Polirom, Iași, 2004
- Celelalte povești de dragoste, Editura Polirom, Iași, 2009 [5] [6] [7] [8] [9][10]
- Matei Brunul, Editura Polirom, Iași, 2011 (romanul a obținut „Premiul pentru Proză” al revistei „Observator cultural”, „Premiul Național de Proză” al „Ziarului de Iași”, „Premiul Publicului” la Gala Industriei de Carte din România, Premiul cititorilor „Natalya Gorbanevskaya, la Gala Premiilor „Angelus”, Polonia [11], și a fost desemnat „Cartea anului 2011” de revista „Contrafort”).[12] [13] [14] [15][16].
- Unu+ unu (+ unu...): niște comedii, Editura Cartea Românească, București, 2014 [17].
- Cel care cheamă câinii, Editura Polirom, Iași, 2017 [18][19][20][21][22][23][24][25][26][27][28][29][30].

## Volume publicate în alte limbi
- Matei Brunul (Matei Brunul), Dalkey Archive Press, Campaign-Illinois & Londra, SUA & Marea Britanie, 2017
- Les autres histoires d'amour (Celelalte povești de dragoste), Gaïa Éditions, Montfort-en-Chalosse, Franța, 2015 [31][32][33]
- A bábmester börtönévei (Matei Brunul), Libri Könyvkiadó, Budapesta, Ungaria, 2014 [34][35]
- Matei Brunul (Matei Brunul), Wydawnictwo Amaltea, Wroclaw, Polonia, 2014 [36][37][38][39][40][41]
- Нашият цирк ви представя (Circul nostru vă prezintă:), Paradox, Sofia, Bulgaria, 2014
- L’histoire de Bruno Matei (Matei Brunul), Gaïa Éditions, Montfort-en-Chalosse, Franța, 2013[42][43][44][45]
- Други любовни истории (Celelalte povești de dragoste), Paradox, Sofia, Bulgaria, 2012
- Un altro giro, sciamano (Celelalte povești de dragoste), Società editrice Aìsara, Cagliari, Italia, 2011[46][47][48]
- Casta de suicidas (Circul nostru vă prezintă:), El Nadir, Valencia, Spania, 2011
- La casta dei suicidi (Circul nostru vă prezintă:), Società editrice Aìsara, Cagliari, Italia, 2011[49][50]
- Our Circus Presents... (Circul nostru vă prezintă:), roman, Dalkey Archive Press, Campaign-Illinois, SUA, 2009[51]
- Cirkuszunk bemutatja: (Circul nostru vă prezintă:), L’Harmattan Könyvkiadó, Budapesta, Ungaria, 2009
- Pas question de Dracula... (Nimic despre Dracula), proză scurtă (în colaborare cu Florin Lăzărescu și Dan Lungu), Editions Non Lieu, Paris, Franța, 2007

## Scenarii de film și televiziune
- Animat Planet Show (membru al echipei de scenariști, împreună cu Florin Lăzărescu, sub coordonarea lui Toni Grecu), sitcom de televiziune, difuzat timp de șapte sezoane pe Antena 1, între septembrie 2005 și decembrie 2008
- O zi bună, scenariu de scurtmetraj, câștigător la CNC în sesiunea din noiembrie 2006. Regia:  Cătălin Apostol. Producător: Casaro Film
- Bomboane de ciocolată, scenariu de scurtmetraj, câștigător la CNC în sesiunea din noiembrie 2006. Regia: Sebastian Chelu. Producător: Casaro Film
- După gîște, scenariu de scurtmetraj, câștigător la CNC în sesiunea din septembrie 2008. Regia: Doru Nițescu. Producător: Paradox Film
- Utopia impusă, scenariu de film documentar, câștigător la CNC în sesiunea din noiembrie 2007. Regia: Marius Barna. Producător: Paradox Film
- Circul nostru vă prezintă:, scenariu de lungmetraj, adaptare după romanul propriu, câștigător la CNC în sesiunea din noiembrie 2006. Regia: Ioan Cărmăzan (sub titlul O secundă de viață și cu modificări ample pe scenariu, modificări respinse de autor, care și-a retras numele de pe afiș). Producător: Casaro Film
- Sînt o babă comunistă!, scenariu de lungmetraj, adaptare după romanul cu același titlu de Dan Lungu, cîștigător la CNC în sesiunea din august 2007. Regia: Stere Gulea. Producător: MediaPro Pictures
- Lindenfeld, scenariu de lungmetraj, scris împreună cu Florin Lăzărescu, adaptare după romanul cu același titlu de Ioan T. Morar, câștigător la CNC în sesiunea din 2010. Regia: Radu Gabrea. Producător: Orion Film

## Dramaturgie
- Inorogul, vasiliscul, elefanții roz și elefanții galbeni – piesă premiată de Ministerul Culturii din România, în 2000; montată în spectacol-lectură la Teatrul Odeon din București, în 2002; montată în spectacol-lectură la Teatrul Luceafărul din Iași, în 2007
- Audiență 0 – piesă montată radiofonic de Teatrul Național din Iași și difuzată de Radio Iași (2001)
- Probleme de respirație – dramatizare după povestirea proprie Gumă de mestecat, din volumul Atunci i-am ars două palme, Editura Polirom, 2004
- Unu + unu... – piesă pusă în scenă, sub același titlu, în regia autorului, la Teatrul Național din Iași, 2016

## Antologii
În România:
- Don Quijote, prostituata și alte personaje. Cele mai bune povestiri ale anului 1999, coordonată de Dan Silviu Boerescu, Editura Allfa, București, 2000
- Ozone Friendly. Iași. Reconfigurări literare, coordonată de O. Nimigean, Editura T, Iași, 2002
- Repetiție fără orchestră. Antologie de proză scurtă românească din mileniul III, coordonată de Horia Gârbea, Editura LIMES, Cluj-Napoca, 2004
- Odă la Vodă, carte realizată de Ion Barbu, Editura Polirom, Iași, 2007
- Cartea cu bunici, coordonată de Marius Chivu, Editura Humanitas, București, 2007
- Povești erotice românești, Editura Trei, București, 2007
- Antologia DramatIS, Editura Cartea Românească, București, 2009

În străinătate:
- Des soleils différents, Paris (France): L’Inventaire, 2009
- Absinthe 13, U.S.A.: New European Writing, 2010
- Bucharest Tales, edited by Andrew Fincham, John a’Beckett, James G. Coon, Poland: New Europe Writers, 2011;
- Nabokov u Brašovu. Antologija rumunjske postrevolucionarne kratke priče (1989-2009), edited by  Marina Gessner, Luca-Ioan Frana & Ivana Olujić, Zagreb (Croatia): Meandar, 2010
- Romanian Writers on Writing, edited by Norman Manea, U.S.A.: Trinity University Press, 2011
- Best European Fiction 2011, edited by Aleksandar Hemon (with a preface by Colum McCann), U.S.A.: Dalkey Archive Press, 2011

## Spectacole de teatru regizate
- Prăpădul, după un text de Attila Bartis, Teatrul Național din Iași, 2013[52]
- Sînt o babă comunistă, dramatizare după romanul omonim al lui Dan Lungu, Ateneul Tătărași Iași, 2014[53]
- Unu + unu..., după piesa proprie omonimă, Teatrul Național din Iași, 2016[54]